# Litauisches Straßenmuseum
Das Litauische Straßenmuseum ist ein Museum in Vievis, Litauen, das die Geschichte des Straßenbaus und die Geschichte der Straßen darstellt. Es wurde 1995 gegründet, um einen Raum zu schaffen, in dem Besucher etwas über die Geschichte der Straßen und die im Laufe der Jahre gesammelten Exponate der Straßeninstandhaltung erfahren können. Eigentümer des Museums sind das staatliche Unternehmen „Kelių priežiūra“ und das Ministerium für Verkehr und Kommunikation der Republik Litauen.

## Geschichte

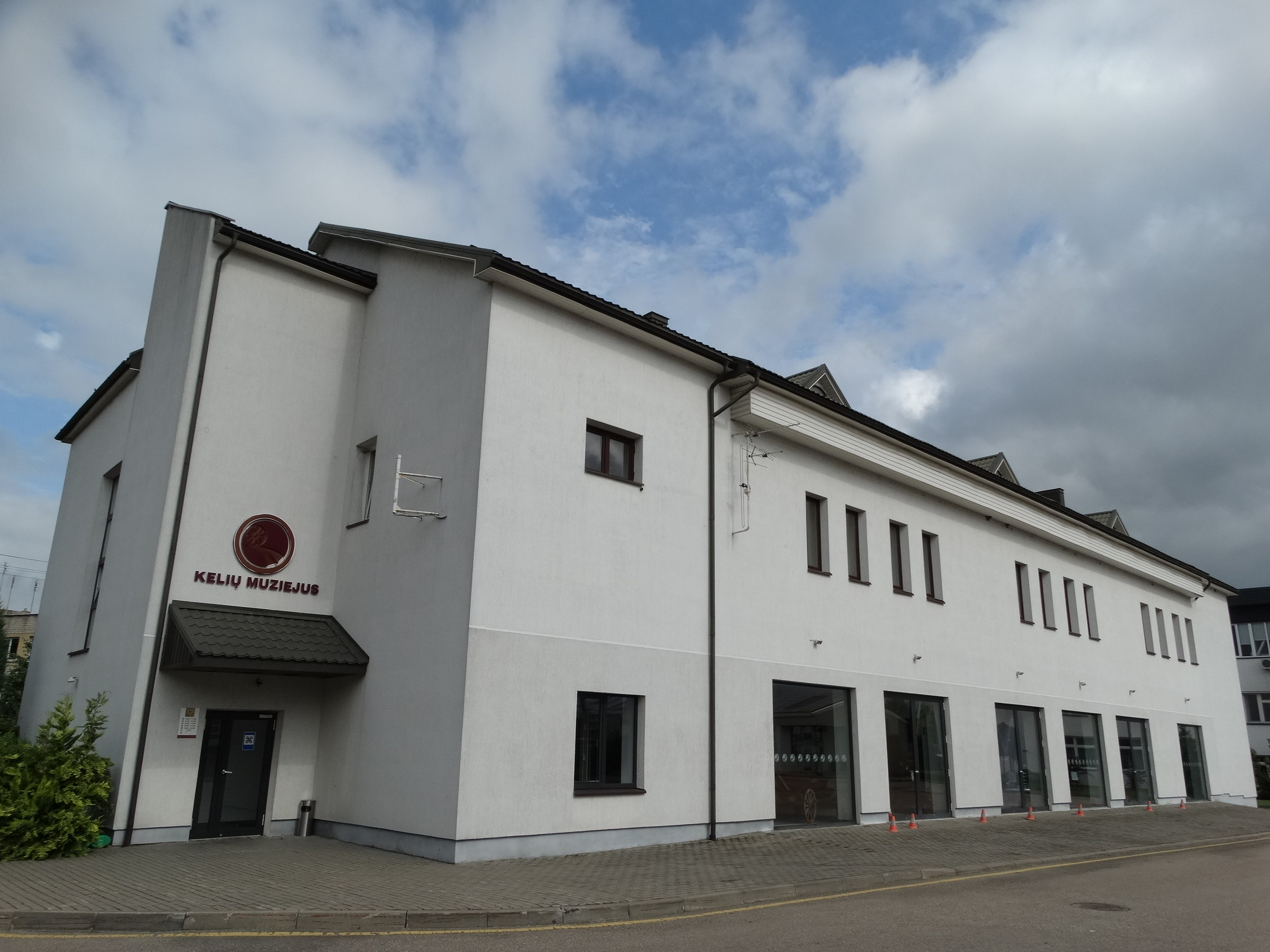
Litauisches Straßenmuseum

Nach der Wiederherstellung der Unabhängigkeit des Landes und der Einrichtung der litauischen Straßendirektion wurde am 19. Oktober 1995 das Litauische Straßenmuseum eröffnet. Der erste Direktor des Museums war Juozas Stepankevičius, der zuvor als Leiter des Straßenbauamtes Vievis tätig war.

## Ausstellung

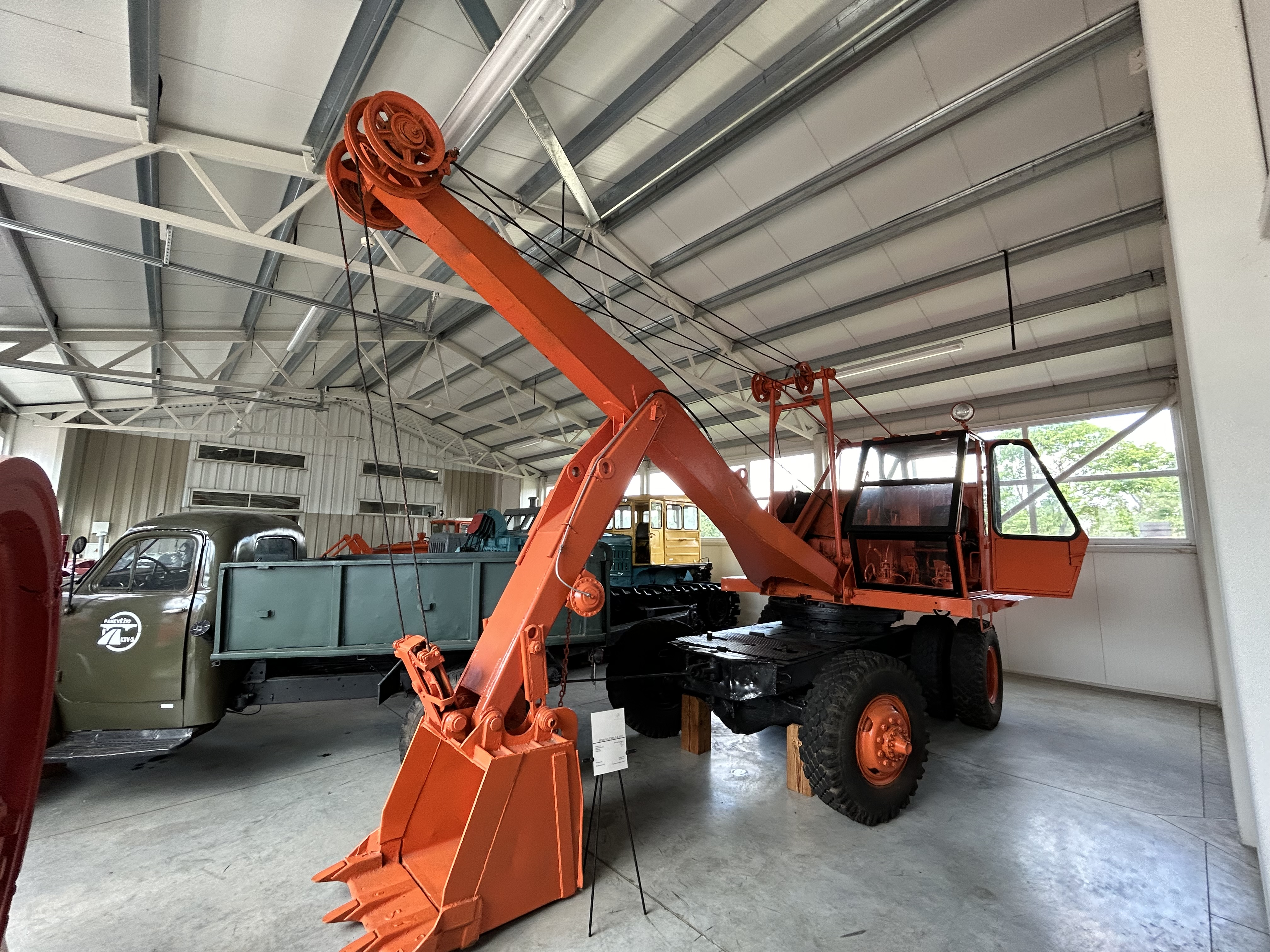
Bagger vom Typ EO-3311

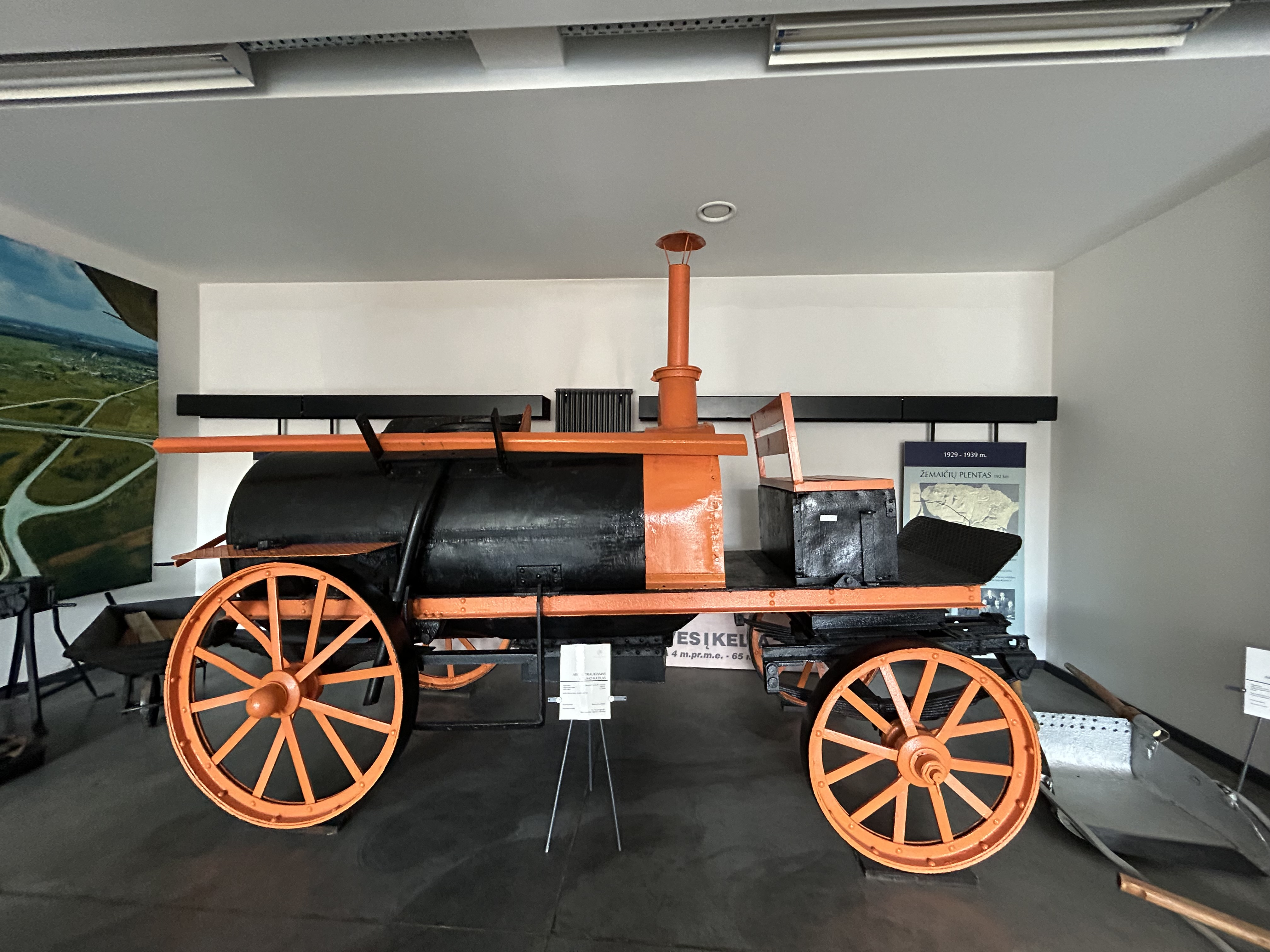
Bitumenkessel

In den fast 30 Jahren des Bestehens des Museums wurde die Ausstellung ständig um neue Exponate erweitert und nimmt heute zwei Etagen des Gebäudes ein. In einer separat errichteten Halle und im Freigelände werden außerdem schwere Straßenbau- und Wartungsgeräte ausgestellt. Derzeit beherbergt das Museum mehr als 8000 Exponate. Die Ausstellung zeigt alte Karten von Litauen, Fotoalben, frühe Bücher und Zeitschriften über den Straßenbau. Es gibt Modelle von Brücken, Viadukten, Bushaltestellen und verschiedenen anderen Bauwerken, die ältesten Werkzeuge für den Straßenbau und die Straßeninstandhaltung sowie Straßenschilder. Ausgestellt sind auch Straßenbau- und -instandhaltungsgeräte aus der Vor- und Nachkriegszeit.
Eines der einzigartigsten Exponate des Museums ist ein pferdegezogener Bitumenkessel, der 1854 in Deutschland hergestellt wurde. Lange Zeit geriet der Kessel in Vergessenheit, bis er auf dem ehemaligen Gelände der Straßenarbeiter entdeckt wurde. Es ist unklar, wie das Exponat so lange unentdeckt bleiben konnte.  

## Andere Aktivitäten
Das Straßenmuseum beherbergt Exponate, von denen einige sehr selten oder einzigartig sind. Sie erzählen die Geschichte der litauischen Straßenarbeiter in den letzten 100 Jahren. Viele der Exponate wurden von den Straßenarbeitern selbst gestiftet, so dass die Besucher nicht nur die Geschichte der Straßenbauarbeiten, sondern auch ihre eigene Geschichte kennenlernen können.
Das Straßenmuseum wird häufig von Einwohnern der umliegenden Städte, Besuchern aus dem Ausland und Besuchergruppen aus ganz Litauen besucht. Es werden Führungen durch das Museum organisiert, um die Geschichte der Exponate zu erfahren.
Im Jahr 2015 wurde anlässlich des 20-jährigen Bestehens des Museums ein Buch mit dem Titel „Litauisches Straßenmuseum“ veröffentlicht. Das Buch beschreibt und illustriert die Geschichte des Museums sowie frühere und aktuelle Exponate.
Das Straßenmuseum ist Mitglied der Litauischen Museumsvereinigung.

## Direktoren des Museums
- Juozas Stepankevičius – 1995–2017
- Erika Švermickienė – 2017–2024
- Rimantas Zagrebajev – seit 2024